# Premi Trajectòria

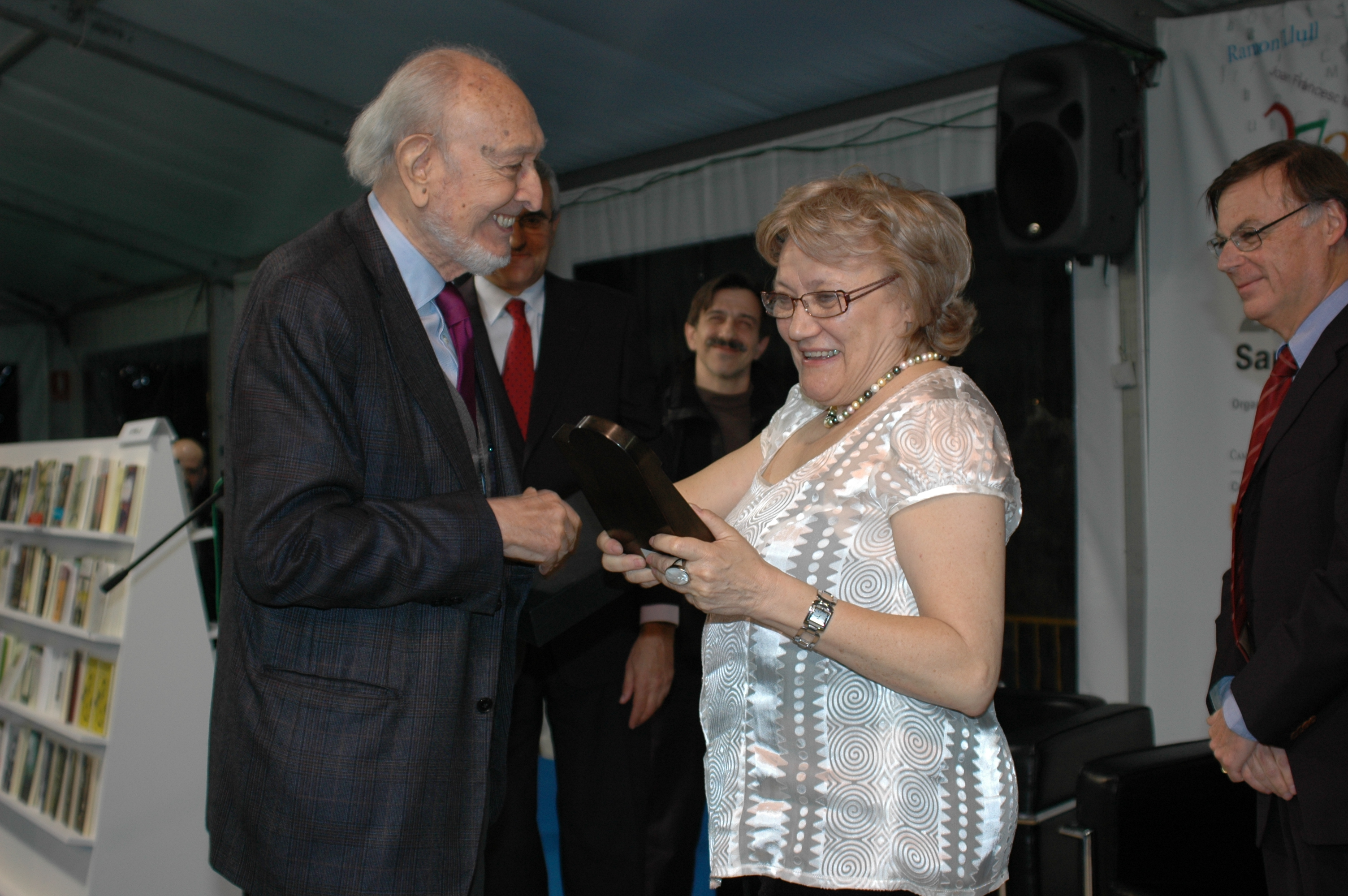
Isabel-Clara Simó

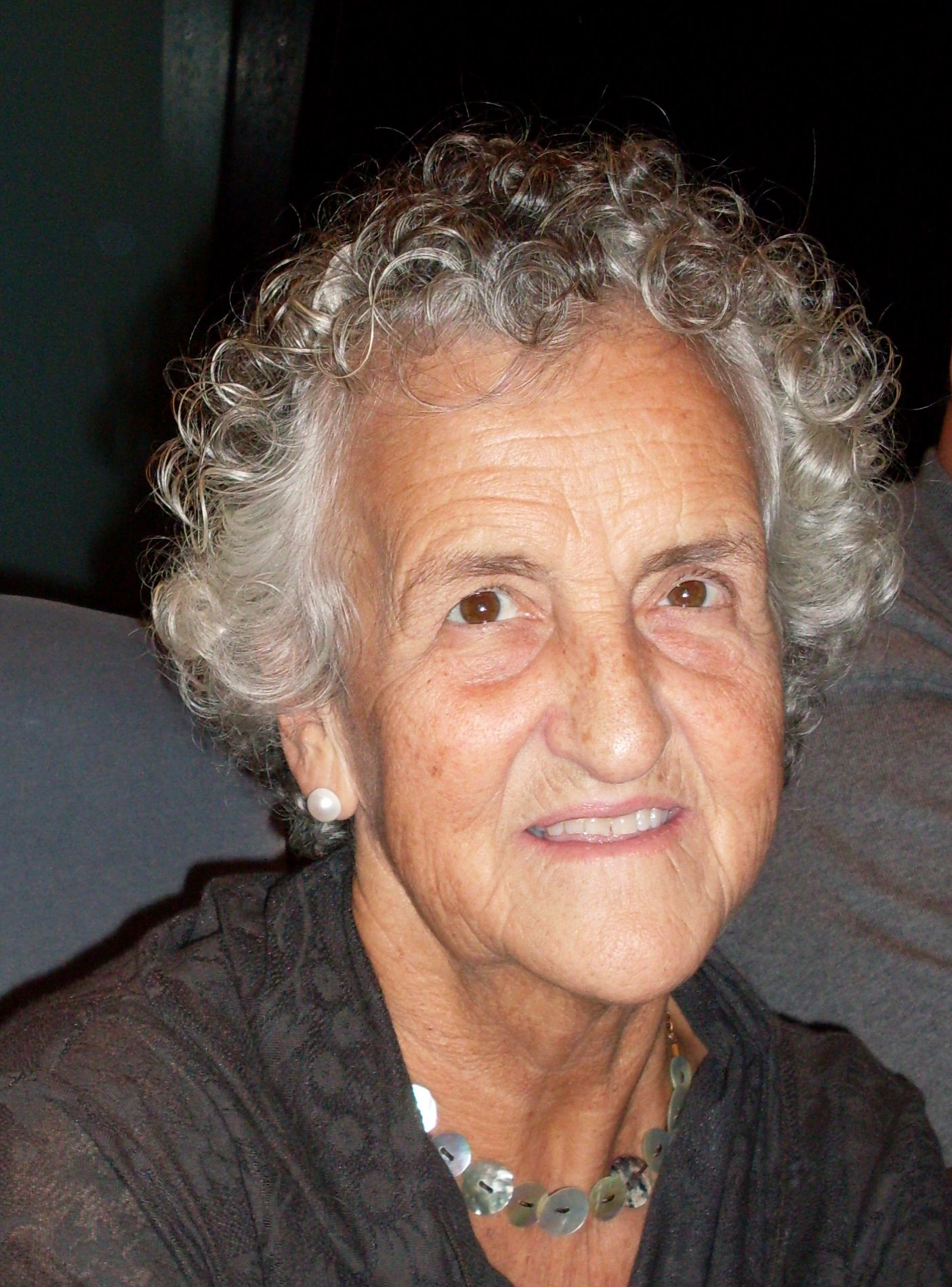
Roser Capdevila i Valls

Premi Trajectòria je ocenění za literární a publikační činnost ve prospěch katalánské kultury. Uděluje je od roku 1997 organizační výbor Katalánského knižního týdne.

## Ocenění
- 1997 Avel·lí Artís-Gener
- 1998 Lluís Millà
- 1999 Josep Maria Espinàs i Massip
- 2000 Miquel Martí i Pol
- 2001 Maria Antònia Oliver Cabrer
- 2002 Josep Vallverdú i Aixalà
- 2003 Teresa Pàmies
- 2004 Josep M. Castellet
- 2005 Roser Capdevila
- 2006 Emili Teixidor
- 2007 Quim Monzó
- 2008 Josep Palau i Fabre
- 2009 Isabel-Clara Simó
- 2010 Maria Barbal
- 2011 Joaquim Carbó
- 2012 Lluís Permanyer
- 2013 Pep Albanell
- 2014 Carme Riera
- 2015 Lluís Bonada i Rosa Maria Piñol
- 2016 Anna Cassassas[2]
- 2017 Jaume Cabré i Fabré
- 2018 Guillem Terribas i Roca
- 2019 Margrit Lömker a Oriol Serrano